# Лория, Абессалом Мамантьевич
Абессало́м Мама́нтьевич Ло́рия (22 апреля 1922 — 27 января 2001) — советский и грузинский актёр. Заслуженный артист Грузинской ССР (1985).

## Биография
Родился 22 апреля 1922 года. Окончил Тбилисскую школу № 56. Принимал участие в сражениях Великой Отечественной войны.
В 1952 году окончил инженерный факультет Тбилисского политехнического института. С 1952 года работал на студии Грузия-фильм.
Скончался 27 января 2001 года.

## Признание и награды
- Орден Отечественной войны II степени (06.11.1985 г.)[1].
- Заслуженный артист Грузинской ССР (1985 г.).

## Роли в кино
- 1961 — Жених без диплома — музыкант-тубист
- 1965 — Пьер — сотрудник милиции — парикмахер
- 1969 — Не горюй! — Савле, аптекарь
- 1970 — Буба (новелла в киноальманахе «Как стать мужчиной») — Муса, тромбонист
- 1971 — Перед рассветом
- 1972 — Совсем пропащий — сеньор Альварес, помощник гробовщика
- 1973 — Мелодии Верийского квартала — Яшка
- 1973 — Свадьба (совместное производство СССР-Югославия)
- 1975 — Как доброго молодца женили — священник
- 1975 — Вы Петьку не видели? — механик
- 1976 — Сто грамм для храбрости — друг Гоги
- 1977 — Лимонный торт — врач в вытрезвителе
- 1977 — Ученик Эскулапа
- 1977 — Мимино — Вано («Марципан»), радист из горной деревни
- 1977 — Синема
- 1978 — Запасное колесо — мужчина с ёлкой
- 1978 — Кваркваре
- 1978 — Три жениха — проводник в поезде
- 1978 — Комедия ошибок — портной
- 1978 — Перерыв
- 1978 — Федя
- 1979 — Казаки-разбойники — чистильщик обуви
- 1979 — Ретивый поросёнок — проводник в электропоезде
- 1979 — Расколотое небо — Яков Гневный, красный авиатор
- 1980 — Тегеран-43 — Юзбаши, канатчик
- 1981 — Распахните окна — Хахули
- 1981 — Похищение века — похититель
- 1982 — Спортлото-82 — покупатель на рынке
- 1983 — Зажжённый фонарь — Микиртум фонарщик
- 1984 — Легенда о Сурамской крепости
- 1984 — Короткие рукава — директор
- 1984 — Медный ангел — служащий гостиницы
- 1984 — Ольга и Константин — Карло Ираклиевич Гогуадзе
- 1985 — Великий поход за невестой — Апарек
- 1986 — Миф — Рухадзе
- 1986 — Чичерин — король Италии Виктор Эммануил III
- 1987 — Как дома, как дела? — сосед милиционер
- 1987 — Как я был самостоятельным — дедушка
- 1988 — Светлая личность — изобретатель Бабский
- 1989 — Созвездие Козлотура — Богатый Портной
- 1990 — Паспорт — начальник поезда
- 1991 — Чёрный принц Аджуба — Кадус
- 1991 — Пять похищенных монахов — дядя Бичико
- 1995 — Красный патефон
- 1997 — Райские птички
- 2000 — Застрявшие